# Карл Авґуст Гаупт
Карл Авґуст Гаупт (нім. Carl August Haupt; 28 серпня 1810, Кунау, гміна Ключборк, Сілезія — 4 липня 1891, Берлін) — німецький органіст і музичний педагог.
У 1827—1830 рр. навчався в Берліні у Авґуста Вільгельма Баха, Бернгарда Кляйна і Зіґфріда Дена. Працював органістом в різних церквах міста, 1854 року консультував будівництво величезного органу в лондонському Кришталевому палаці. 1869 року змінив свого вчителя Баха на посту керівника берлінського Королівського інституту церковної музики, де викладав музичну теорію і органне виконавство. Написав ряд органних п'єс дидактичного призначення, безліч пісень. Займався публікацією творів свого рано померлого друга і колеги Людвіґа Тіле (а також був опікуном його дітей). У різний час у Гаупт вчилися Отто Дінель, Едуард Фішер, Кларенс Едді, Уїтні Юджин Теєр, Арнольд Мендельсон, Авґуст Лагерґрен і інші.